# カタールの国旗
カタールの国旗は、縦横比11:28で、白と赤茶色（マルーン）からなり、9つの頂点を持つ縦のジグザグ線で区切られている。現在の独立国の中では唯一長辺の長さが短辺の2倍を超えており（国旗の一覧も参照）、結果的に最も横長の国旗となっている。
国旗の意味は以下のとおりである。
- 白色は、国際的に平和を意味する色。
- 赤茶色は、カタールが過去に（特に19世紀後半に）戦争で流してきた血の色。
- 9つの頂点のあるギザギザの線は、カタールが1916年のカタール・イギリス条約により、ペルシャ湾岸でイギリスの保護に入った9つ目の首長国となったことを象徴する。

ジグザグ線が省略され、直線で表現されることもある。バーレーンの国旗とも類似しているが、バーレーンの場合は赤茶色ではなく赤色で、国旗の縦横比も3:5となっている。

## 歴史
ペルシャ湾岸の諸首長国は19世紀半ばまで赤一色の旗を国旗として使っていたが、どの国の旗も同じで見分けがつかないという問題を抱えていた。1868年にイギリスとカタールが条約を結んだ際に、カタールの旗の色はそれまでの赤色から、白と赤を組み合わせた国旗となったとされる。当初は国旗にはっきりした規定はなく、白と赤の間の線もまっすぐだったりギザギザだったりと定まっていなかった。
赤茶色の部分は元々は赤色だったが、1936年に現在の色へと変更された。その理由には諸説あり、バーレーンの国旗との区別をつけるためという説のほか、太陽の強い日差しで染料が日焼けして赤茶色に色褪せてしまったが、国旗を変更する際に「色褪せたこの色も悪くはない」ということになった、という説もある。

?1916年-1936年
?1936年-1949年
?1949年-1971年（縦横比11:30と異なる）
現在の国旗（縦横比2:3の別タイプ）
空軍旗